# Энрикильо-Плантейн-Гарден

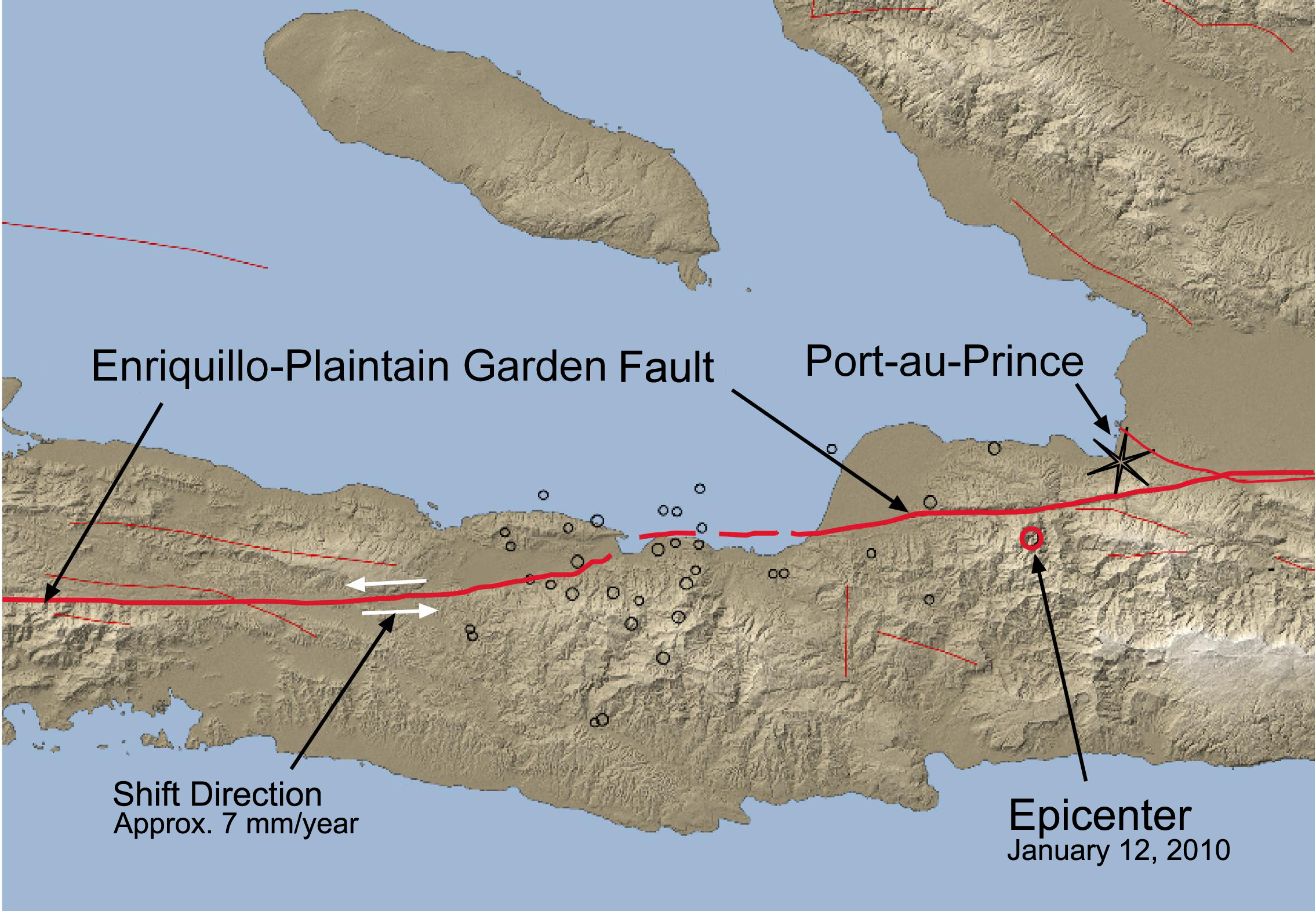
Система разломов (Энрикильо-Плантейн-Гарден) в окрестностях землетрясения 12 января 2010. Эпицентр — красный кружок

Разлом Энрикильо-Плантейн-Гарден (ЭПГР) — система соосных разломов скольжения с боковым сдвигом, которая проходит вдоль южной части острова Гаити, в Гаити и Доминиканской республике . ЭПГР назван в честь озера Энрикильо в Доминиканской республике, где зона возникает, и распространяется по всей южной части Гаити в Карибском море в район реки Плантейн-Гарден (англ. Plantain Garden — «Банановая плантация») на Ямайке.

## Геология
ЭПГР берёт на себя примерно половину из относительного движения между Северо-Американской и Карибской тектонических плит с зоной разлома Септентрионал-Ориенте (исп. Septentrional-Oriente — «Северо-Восточный»), которая проходит вдоль северной части Гаити. Оба разлома сливаются в жёлобе Кайман на западе. Разлом накапливает около 20,6 ± 1,66 миллиметров бокового движения в год (мм/год). Кроме того, компонент сжатия присутствует со стороны Северо-Американской плиты, которая давит к юго-западу. Это приводит к вертикальной деформации в горной местности острова Гаити. Некоторые исследователи считают, что ЭПГР и зона разлома Септентрионал-Ориенте являются границами микроплиты Гонав, зоны площадью 190 000 км² в северной части Карибской плиты, которая находится в процессе отделения от Карибской плиты и сращивания с Северо-Американской плитой.

## Мониторинг
Временная канадская сеть сейсмических датчиков из трёх станций была установлена в Республике Гаити вдоль разлома 19 февраля 2010. Сеть не считается постоянной, но будет работать в течение необходимого времени. Станции находятся в безопасных местах, будучи дорогим оборудованием, и через спутник связаны с Министерством природных ресурсов Канады в Оттаве. Они питаются от солнечных батарей, поэтому не требуют внешнего электропитания. Одна станция находится в посольстве Канады в Порт-о-Пренсе (в пригороде Петьонвиле, в районе Жювена), и имеет постоянную охрану. Другая находится в аэропорту Жакмель, в настоящее время в ведении канадских вооружённых сил. Третья находится в детском доме в г. Леоган, считается в безопасности, но проблема в том, что дети любят играть с ней. Станции разнесены примерно на 50 км. Это первые сейсмические станции, когда-либо работавшие в этой стране.

## Землетрясения
- Землетрясение магнитудой 7,5 на юго-восточном побережье Ямайки в 1692 году, практически уничтожившее Порт-Ройял
- Землетрясение на южном побережье Гаити в 1751 году.[Chen 1]
- Землетрясение магнитудой 7,5 в Порт-о-Пренсе в 1770 году.
- Кингстонское землетрясение 1907 года, повредившее каждое здание в Кингстоне, Ямайка[1].
- Землетрясение магнитудой 7,0 в районе Порт-о-Пренса, Гаити в результате сейсмической активности в этом разломе 12 января 2010[4].

Другие исторические крупные землетрясения в 1860, 1761, 1684, 1673 и 1618, вероятно, также связаны с ЭПГР, хотя этот факт не был подтвержден полевыми исследованиями, связанными с этим разломом.